# دومینگو تراسکونی
دومینگو تراسکونی (اسپانیایی: Domingo Tarasconi‎; ۲۰ دسامبر ۱۹۰۳ – ۳ ژوئیهٔ ۱۹۹۱) بازیکن فوتبال اهل آرژانتین بود.
از باشگاه‌هایی که در آن بازی کرده‌است می‌توان به باشگاه فوتبال نیولز اولد بویز، باشگاه فوتبال آرژانتینوس جونیورز، و باشگاه فوتبال بوکا جونیورز اشاره کرد.
وی همچنین در تیم ملی فوتبال آرژانتین بازی کرده‌است.
وی در مسابقات کشوری و بین‌المللی در مجموع برندهٔ ۱ مدال نقره شده‌است.